# Microtus quasiater
Microtus quasiater es una especie de roedor de la familia Cricetidae.

## Distribución geográfica
Es Endémica de México.